# Grasski-Weltcup 2015
Der Grasski-Weltcup 2015 begann am 30. Mai 2015 in Rettenbach und endete am 23. August 2015 in Kaprun. Ausgetragen wurden die Disziplinen Super-G, Riesenslalom, Slalom und Super-Kombination. Gesamt-Weltcupsieger bei den Herren wurde Michael Stocker und bei den Frauen Barbara Míková.

## Männer

### Weltcup-Ergebnisse
| Datum           | Austragungsort | Disziplin         | Sieger               | Zweiter              | Dritter         |
| --------------- | -------------- | ----------------- | -------------------- | -------------------- | --------------- |
| 30. Mai 2015    | Rettenbach     | Riesenslalom      | Michael Stocker      | Edoardo Frau         | Stefan Portmann |
| 31. Mai 2015    | Rettenbach     | Super Kombination | Michael Stocker      | Mirko Hüppi          | Stefan Portmann |
| 31. Mai 2015    | Rettenbach     | Super G           | Edoardo Frau         | Michael Stocker      | Stefan Portmann |
| 4. Juli 2015    | Predklasteri   | Riesenslalom      | Michael Stocker      | Stefan Portmann      | Lukáš Kolouch   |
| 5. Juli 2015    | Predklasteri   | Slalom            | Edoardo Frau         | Michael Stocker      | Martin Štěpánek |
| 17. Juli 2015   | Ravascletto    | Slalom            | Michael Stocker      | Mirko Hüppi          | Edoardo Frau    |
| 18. Juli 2015   | Ravascletto    | Slalom            | Jan Němec            | Michael Stocker      | Edoardo Frau    |
| 6. August 2015  | Dizin          | Super G           | Stefan Portmann      | Seyed Morteza Jafari | Edoardo Frau    |
| 7. August 2015  | Dizin          | Riesenslalom      | Seyed Morteza Jafari | Edoardo Frau         | Michael Stocker |
| 15. August 2015 | Marbachegg     | Riesenslalom      | Edoardo Frau         | Hannes Angerer       | Michael Stocker |
| 16. August 2015 | Marbachegg     | Super G           | Edoardo Frau         | Michael Stocker      | Martin Štěpánek |
| 21. August 2015 | Kaprun         | Super G           | Edoardo Frau         | Fausto Cerentin      | Andrea Notaris  |
| 22. August 2015 | Kaprun         | Super Kombination | Mirko Hüppi          | Edoardo Frau         | Martin Štěpánek |
| 22. August 2015 | Kaprun         | Super G           | Jan Němec            | Fausto Cerentin      | Edoardo Frau    |
| 23. August 2015 | Kaprun         | Riesenslalom      | Edoardo Frau         | Sascha Posch         | Marc Zickbauer  |

### Weltcupstände Männer
| Rang | Name                 | Punkte |
| ---- | -------------------- | ------ |
| 1.   | Michael Stocker      | 1120   |
| 2.   | Edoardo Frau         | 1110   |
| 3.   | Mirko Hüppi          | 835    |
| 4.   | Stefan Portmann      | 545    |
| 5.   | Martin Štěpánek      | 531    |
| 6.   | Lukáš Kolouch        | 509    |
| 7.   | Hannes Angerer       | 409    |
| 8.   | Marcel Knapp         | 387    |
| 9.   | Philipp Gschwandtner | 370    |
| 10.  | Andrea Notaris       | 369    |
| 11.  | Václav Jerošek       | 360    |
| 12.  | Martin Bartak        | 302    |
| 13.  | Pietro Guerini       | 292    |
| 14.  | Matteo Battocchi     | 276    |
| 15.  | Sascha Posch         | 268    |
| 16.  | Fausto Cerentin      | 243    |
| 16.  | Marc Zickbauer       | 243    |

| Rang | Name                 | Punkte |
| ---- | -------------------- | ------ |
| 18.  | Seyed Morteza Jafari | 180    |
| 19.  | Šimon Vojta          | 165    |
| 20.  | Nicholas Anziutti    | 164    |
| 21.  | Hynek Rajch          | 156    |
| 22.  | Jan Němec            | 150    |
| 23.  | Michael Krückel      | 139    |
| 24.  | Davide Saviane       | 130    |
| 25.  | Michal Pohl          | 117    |
| 26.  | Jakub Sevcik         | 111    |
| 27.  | Vaclav Macat         | 109    |
| 28.  | Lukáš Ohrádka        | 103    |
| 28.  | Tomáš Soltík         | 103    |
| 30.  | Martin Soltík        | 97     |
| 31.  | Jan Jerosek          | 91     |
| 32.  | Manuel Longhi        | 90     |
| 33.  | Tommaso Reghin       | 88     |
| 34.  | Jacopo Facchin       | 80     |

| Rang | Name                | Punkte |
| ---- | ------------------- | ------ |
| 35.  | Jonas Köhler        | 72     |
| 36.  | Rahmatollah Moghdid | 61     |
| 37.  | Fabrizio Rottigni   | 58     |
| 38.  | Martin Schacher     | 56     |
| 39.  | Hossein Kalhor      | 45     |
| 40.  | Hossein Tir         | 38     |
| 41.  | Navid Moghdid       | 33     |
| 42.  | Lorenzo Gritti      | 32     |
| 43.  | Adam Hromadko       | 29     |
| 44.  | Seyed Hossein Seyd  | 20     |
| 45.  | Nima Baha           | 18     |
| 46.  | Lukas Schneider     | 10     |
| 47.  | Alberto Bleynat     | 5      |
| 47.  | Joshua Zimmermann   | 5      |
| 49.  | Franz Seiz          | 3      |

| Rang | Name                 | Punkte |
| ---- | -------------------- | ------ |
| 1    | Michael Stocker      | 260    |
| 2    | Edoardo Frau         | 220    |
| 3    | Jan Němec            | 150    |
| 4    | Mirko Hüppi          | 130    |
| 5    | Martin Štěpánek      | 100    |
| 6    | Philipp Gschwandtner | 96     |
| 7    | Martin Bartak        | 92     |
| 7    | Marcel Knapp         | 92     |
| 9    | Stefan Portmann      | 85     |
| 10   | Fausto Cerentin      | 81     |

| Rang | Name                 | Punkte |
| ---- | -------------------- | ------ |
| 1    | Edoardo Frau         | 370    |
| 2    | Michael Stocker      | 344    |
| 3    | Mirko Hüppi          | 240    |
| 4    | Lukáš Kolouch        | 212    |
| 5    | Hannes Angerer       | 188    |
| 6    | Stefan Portmann      | 140    |
| 7    | Andrea Notaris       | 122    |
| 8    | Sascha Posch         | 120    |
| 9    | Václav Jerošek       | 107    |
| 10   | Seyed Morteza Jafari | 100    |

| Rang | Name                                 | Punkte |
| ---- | ------------------------------------ | ------ |
| 1    | Edoardo Frau                         | 260    |
| 2    | Michael Stocker                      | 180    |
| 3    | Mirko Hüppi                          | 145    |
| 4    | Martin Štěpánek                      | 131    |
| 5    | Andrea Notaris                       | 100    |
| 5    | Stefan Portmann                      | 100    |
| 7    | Marc Zickbauer                       | 88     |
| 8    | Lukáš Kolouch                        | 87     |
| 9    | Hannes Angerer                       | 85     |
| 10   | Fausto Cerentin Seyed Morteza Jafari | 80     |

| Rang | Name                         | Punkte |
| ---- | ---------------------------- | ------ |
| 1    | Mirko Hüppi                  | 180    |
| 2    | Michael Stocker              | 136    |
| 3    | Martin Štěpánek              | 110    |
| 4    | Lukáš Kolouch                | 90     |
| 5    | Edoardo Frau                 | 80     |
| 6    | Andrea Notaris               | 62     |
| 7    | Stefan Portmann              | 60     |
| 8    | Pietro Guerini               | 58     |
| 9    | Sascha Posch                 | 56     |
| 10   | Fausto Cerentin Marcel Knapp | 50     |

## Frauen

### Weltcup-Ergebnisse
| Datum           | Austragungsort | Disziplin         | Sieger             | Zweiter                             | Dritter            |
| --------------- | -------------- | ----------------- | ------------------ | ----------------------------------- | ------------------ |
| 30. Mai 2015    | Rettenbach     | Riesenslalom      | Jacqueline Gerlach | Karolina Rasovska                   | Kristin Hetfleisch |
| 31. Mai 2015    | Rettenbach     | Super Kombination | Daniela Krückel    | Barbara Míková                      | Kristin Hetfleisch |
| 31. Mai 2015    | Rettenbach     | Super G           | Daniela Krückel    | Barbara Míková                      | Jacqueline Gerlach |
| 4. Juli 2015    | Predklasteri   | Riesenslalom      | Kristin Hetfleisch | Barbara Mikova                      | Yukiyo Shintani    |
| 5. Juli 2015    | Predklasteri   | Slalom            | Barbara Míková     | Karolina Rasovska                   | Ilaria Sommavilla  |
| 17. Juli 2015   | Ravascletto    | Slalom            | Adéla Kettnerová   | Jacqueline Gerlach                  | Kristin Hetfleisch |
| 18. Juli 2015   | Ravascletto    | Slalom            | Jacqueline Gerlach | Barbara Míková                      | Kristin Hetfleisch |
| 6. August 2015  | Dizin          | Super G           | Barbara Míková     | Antonella Manzoni                   | Kristin Hetfleisch |
| 7. August 2015  | Dizin          | Riesenslalom      | Barbara Míková     | Jacqueline Gerlach                  | Antonella Manzoni  |
| 15. August 2015 | Marbachegg     | Riesenslalom      | Kristin Hetfleisch | Barbara Míková                      | Jacqueline Gerlach |
| 16. August 2015 | Marbachegg     | Super G           | Barbara Míková     | Adela Kettnerova Kristin Hetfleisch |                    |
| 21. August 2015 | Kaprun         | Super G           | Adéla Kettnerová   | Kristin Hetfleisch                  | Jacqueline Gerlach |
| 22. August 2015 | Kaprun         | Super Kombination | Adéla Kettnerová   | Barbara Míková                      | Kristin Hetfleisch |
| 22. August 2015 | Kaprun         | Super G           | Adéla Kettnerová   | Barbara Míková                      | Antonella Manzoni  |
| 23. August 2015 | Kaprun         | Riesenslalom      | Kristin Hetfleisch | Jacqueline Gerlach                  | Barbara Míková     |

### Weltcupstände Frauen
| Rang | Name               | Punkte |
| ---- | ------------------ | ------ |
| 1.   | Barbara Míková     | 1155   |
| 2.   | Kristin Hetfleisch | 1095   |
| 3.   | Jacqueline Gerlach | 870    |
| 4.   | Daniela Krückel    | 564    |
| 5.   | Adéla Kettnerová   | 560    |

| Rang | Name               | Punkte |
| ---- | ------------------ | ------ |
| 6.   | Karolina Rasovska  | 544    |
| 7.   | Dominika Dudíková  | 499    |
| 8.   | Ingrid Hirschhofer | 480    |
| 9.   | Antonella Manzoni  | 320    |
| 10.  | Ilaria Sommavilla  | 291    |

| Rang | Name               | Punkte |
| ---- | ------------------ | ------ |
| 11.  | Monica Ferrighetto | 230    |
| 12.  | Chiara Milesi      | 65     |
| 13.  | Yukiyo Shintani    | 60     |
| 14.  | Petra Ivankova     | 29     |
| 15.  | Glenda Adami       | 22     |

| Rang | Name               | Punkte |
| ---- | ------------------ | ------ |
| 1    | Jacqueline Gerlach | 180    |
| 1    | Barbara Míková     | 180    |
| 3    | Kristin Hetfleisch | 165    |
| 4    | Karolina Rasovska  | 156    |
| 5    | Adéla Kettnerová   | 145    |
| 6    | Ilaria Sommavilla  | 128    |
| 7    | Dominika Dudíková  | 106    |
| 8    | Antonella Manzoni  | 95     |
| 9    | Ingrid Hirschhofer | 79     |
| 10   | Daniela Krückel    | 64     |

| Rang | Name                            | Punkte |
| ---- | ------------------------------- | ------ |
| 1    | Kristin Hetfleisch              | 410    |
| 2    | Barbara Míková                  | 370    |
| 3    | Jacqueline Gerlach              | 320    |
| 4    | Karolina Rasovska               | 156    |
| 5    | Daniela Krückel                 | 140    |
| 6    | Ingrid Hirschhofer              | 135    |
| 7    | Dominika Dudíková               | 122    |
| 8    | Antonella Manzoni               | 60     |
| 8    | Yukiyo Shintani                 | 60     |
| 10   | Chiara Milesi Ilaria Sommavilla | 45     |

| Rang | Name               | Punkte |
| ---- | ------------------ | ------ |
| 1    | Barbara Míková     | 245    |
| 2    | Kristin Hetfleisch | 220    |
| 3    | Adéla Kettnerová   | 180    |
| 4    | Jacqueline Gerlach | 160    |
| 5    | Daniela Krückel    | 126    |
| 6    | Antonella Manzoni  | 120    |
| 7    | Dominika Dudíková  | 97     |
| 8    | Ingrid Hirschhofer | 90     |
| 9    | Karolina Rasovska  | 72     |
| 10   | Ilaria Sommavilla  | 36     |

| Rang | Name               | Punkte |
| ---- | ------------------ | ------ |
| 1    | Barbara Míková     | 160    |
| 2    | Daniela Krückel    | 124    |
| 3    | Kristin Hetfleisch | 120    |
| 4    | Adéla Kettnerová   | 100    |
| 5    | Ilaria Sommavilla  | 82     |
| 6    | Dominika Dudíková  | 74     |
| 7    | Jacqueline Gerlach | 50     |
| 8    | Antonella Manzoni  | 45     |
| 9    | Karolina Rasovska  | 40     |
| 10   | Ingrid Hirschhofer | 36     |